# Меназасо (Бреша)
Меназасо је насеље у Италији у округу Бреша, региону Ломбардија.
Према процени из 2011. у насељу је живело 116 становника. Насеље се налази на надморској висини од 124 м.